# Agencia de Sustentabilidad y Cambio Climático
La Agencia de Sustentabilidad y Cambio Climático es un Comité de la Corporación de Fomento de la Producción (CORFO) cuya misión institucional es Fomentar la producción sustentable y la mitigación y adaptación al cambio climático en las empresas, con énfasis en las pyme y en los territorios, a través del diálogo y la colaboración público-privada, el cual aspira a ser referente en materia de cooperación público privada en el desarrollo de una economía sustentable, resiliente y baja en carbono, y en el cumplimiento de los compromisos internacionales asumidos por Chile en estas materias.
Sus principales mandatos son:
- Coordinación entre Estado y empresas y emisión de Certificaciones en Acuerdos de Producción Limpia.[2]
- Impulsar, desarrollar y ejecutar la Política de Fomento a la Producción Limpia (PL), desarrollando incentivos para el uso de PL a través de Tecnologías, en un marco de diálogo y participación público-privado.[3]
- Fomentar asumir desafíos cambio climático y desarrollo sostenible en sector privado a través de acuerdos público-privados.[4]
- Gestionar, priorizar, refinar, monitorear y evaluar solicitudes de asistencia técnica enviadas a CTCN, en calidad de Entidad Nacional Designada.[5][6]

Asimismo la estrategia climática de largo plazo, y la estrategia de desarrollo y transferencia de tecnología para el cambio climático reconocen o establecen los diferentes roles y contribuciones de la ASCC al combate al cambio climático.
El año 2012 la Convención Marco de Naciones Unidas Sobre Cambio Climático reconoce a los APL como Acción Nacional Apropiada de Mitigación (NAMA).

## Historia
Bajo el gobierno de Ricardo Lagos, el 25 de julio de 2000, por acuerdo N°2091/2000 del Consejo de la CORFO se crea el Comité de Fomento a la Producción Limpia, hoy Agencia de Sustentabilidad y Cambio Climático. Este Comité se crea para dar continuidad al trabajo realizado por la Secretaria Ejecutiva de Producción Limpia del Ministerio de Economía, creada a su vez como parte de la Política de Fomento a la Producción limpia elaborada el año 1998 por Comité Interministerial de Desarrollo Productivo.

### Antecedentes a su fundación[10]
Recogiendo las recomendaciones del Programa 21 acordado en la Cumbre de la Tierra de Río de Janeiro, los lineamientos de la política ambiental y los acuerdos del Tercer Foro de Desarrollo Productivo realizado en 1997, el Gobierno de Eduardo Frei Ruiz-Tagle decide, a través del Comité Interministerial de Desarrollo Productivo impulsar una política de fomento a la producción limpia.
Esta política, entre sus acciones, incluye la creación de un Comité Público Privado de producción Limpia con la misión de facilitar la articulación entre gremios empresariales, instituciones públicas y otras entidades, para efectos de impulsar, catalizar y facilitar la difusión de la gestión ambiental preventiva y las tecnologías de producción limpia en el sistema productivo. Para operativizar dicho comité se crea la Secretaria Ejecutiva de Producción Limpia, organismo que dos años más tarde se convertiría en el Actual Consejo Nacional de Producción Limpia.

### Hitos
- 1998 Publicación Política de Producción Limpia[10] y creación Secretaria Ejecutiva de Producción Limpia, dependiente del Ministerio de Economía de Chile.
- 2000 Creación Comité de Fomento a la Producción Limpia.[3]
- 2001 Se aprueba la política de Producción Limpia 2001-2005, otorgándole, entre otras cosas, la función de proponer líneas de acción para la ejecución del subprograma “Producción Limpia” del Convenio entre el Ministerio de Economía y el Banco Interamericano del Desarrollo.[11][12][13]
- 2003 Instituto Nacional de Normalización publica sets de normas asociadas a los Acuerdos de Producción Limpia.[14]
- 2006 Se establece la Política de Producción Limpia al 2010.[15]
- 2007 Se aprueba la política de producción limpia al 2010 y la presidenta de la época, Michelle Bachelet, firma un Decreto supremo que otorga la colaboración de los órganos del estado al Consejo.[16][17]
- 2008 Se acuerda el documento marco para el Desarrollo e Implementación de los Acuerdo de Producción Limpia, fijando el rol de los servicios públicas al participar como contraparte del sector privado en estos acuerdos.[18]
- 2009 Inicia el programa Tecnolimpia por convenio CPL, la Agencia de Cooperación Internacional de Chile y la Unión Europea para el apoyo en tecnologías limpias a empresas de menor tamaño y fomento de la utilización de las mejores técnicas disponibles por parte de las mismas.[19]
- 2010 Se publica el Estatuto PYME donde se otorga reconocimiento de ley a los Acuerdo de Producción Limpia[20]
- 2012 Los acuerdos de Producción Limpia son reconocidos como NAMA por la CMNUCC[21]

## Organización Interna
Los Comités Corfo son entidades creadas con finalidades específicas, donde se reúnen representantes del mundo privado y público para abordar tareas estratégicas para el país y por tanto poseen un directorio propio compuesto por organismos públicos y privados. El cargo de Director Ejecutivo es el cargo más alto dentro de la institución.

### Director Ejecutivo
| Nombre                 | Periodo           |
| ---------------------- | ----------------- |
| Rafael Lorenzini       | 1998 - 2012       |
| Jorge Alé Yarad        | 2012 - 2014       |
| Juan Ladrón de Guevara | 2014 - 2018       |
| Giovanni Calderón      | 2018 - 2020       |
| Augusto Hermo          | 2020              |
| Giovanni Calderón      | 2020 - 2022       |
| Ximena Ruz             | 2022 - Actualidad |